# 貝里艾恩山

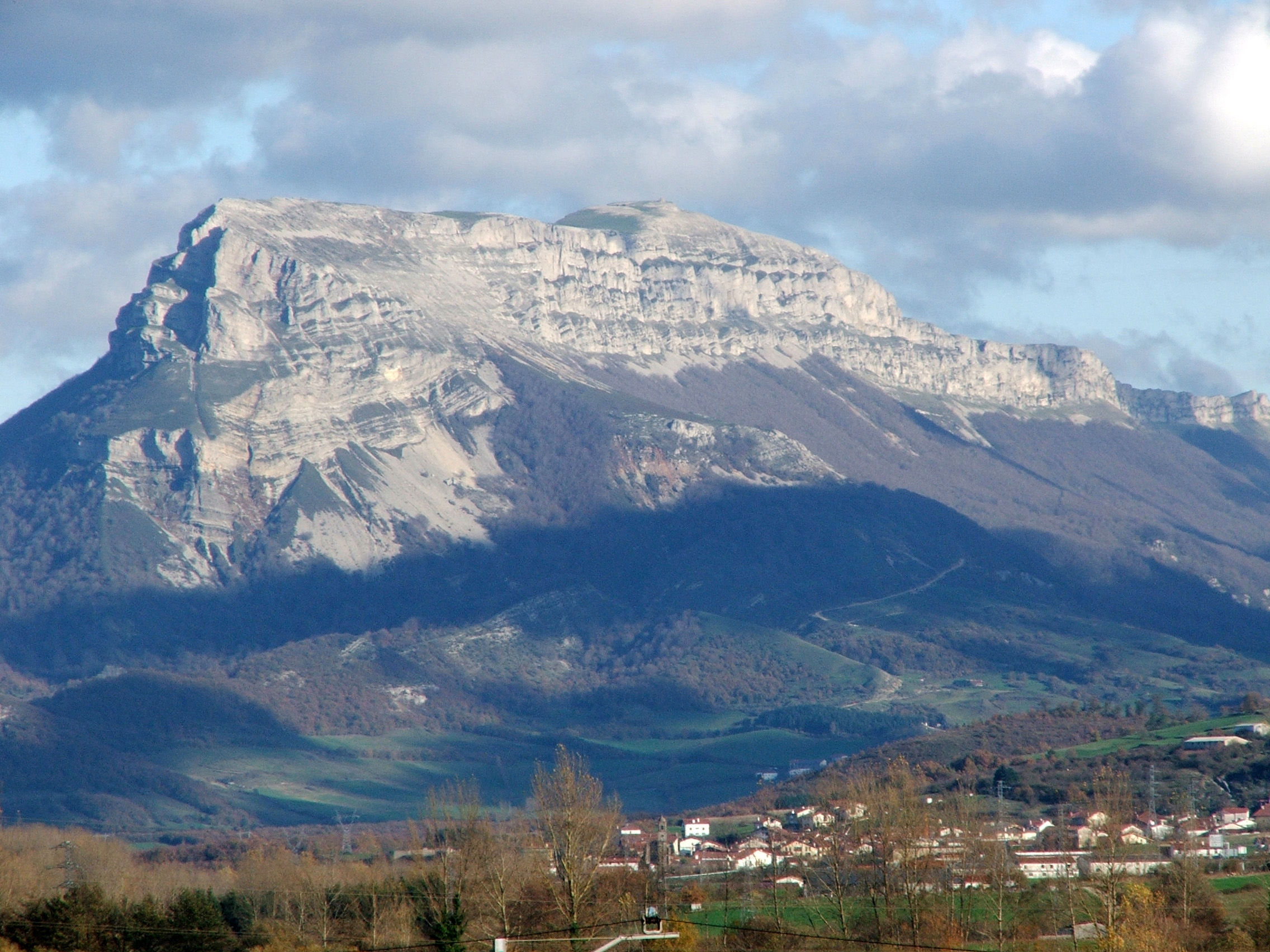

貝里艾恩山（西班牙語：Sierra de San Donato），是西班牙的山峰，位於該國北部納瓦拉，處於烏阿爾特-阿拉基爾附近，屬於巴斯克山脈中安迪亞山脈的一部分，海拔高度1,493米。